# Islam Rzayev
Islam Rzayev (en azéri: İslam Tapdıq oğlu Rzayev; né le 11 novembre 1934 dans le village de Sardarli de la région de Fuzuli et mort le 26 janvier 2008 à Bakou) est un chanteur azerbaïdjanais, Artiste du peuple de la RSS d'Azerbaïdjan. 

## Biographie
Islam Rzayev est l'un des adeptes de l'école de chant du Karabakh. Il étudie au Collège national de musique d'Azerbaïdjan Asaf Zeynally à Bakou...)
De 1958 jusqu’à la fin de sa vie, il est soliste de l'Orchestre philharmonique académique d'État d'Azerbaïdjan. Il était également engagé dans un travail pédagogique et ses élèves sont connus comme de dignes successeurs de l'école de chant. Le premier théâtre d'État Mugam est créé à Bakou en 1989 à l'initiative d'Islam Rzayev. Il travaille comme directeur artistique du Théâtre du Mugam.
Ses instruments mugam Tchahargah, Bayati-Kurd, Mahur-Hindi, Rast sont inclus dans le fonds d'AzTV. Il est également l’auteur d’un certain nombre de chansons, dont Ne soyons pas têtus, Tête de montagne, Almadaran  (cueilleur de pommes). Dans son travail, il se réfère aux œuvres du compositeur  tels que Nassimi de Jahangir Jahangirov, Achig Ali et d'autres, interprète une partie solo dans ses cantates.
Il fait plus de 70 tournées et représente la culture azerbaïdjanaise en France, Angleterre, Iran, Irak, Algérie, Turquie, Israël, Colombie, Pérou, à Cuba, au Japon, en Inde et au Népal.

## Récompenses
- Artiste émérite de la RSS d'Azerbaïdjan (1967)
- Artiste du peuple de la RSS d'Azerbaïdjan (1989)
- Pension individuelle du président de la république d'Azerbaïdjan  (11 juin 2002)
- Ordre de la Gloire (10 novembre 2004) [3]

## Filmographie
- Les régions d’Azerbaïdjan (film, 1976)
- Banlieux de BakouTurkan (film, 2007)
- Conte Haji Mail(film, 2005)
- La Voix de Khan (film, 2001)
- Séville (film, 1970)
- Conseil (film, 1967)
- Bataillon invincible (film, 1965)
- Je ne suis pas fatigué. Rovchan Behjat (film, 2007)